# Sloboda 71
Sloboda 71 (česky Svoboda 71) bylo velkolepé vojenské cvičení Jugoslávské lidové armády, které se uskutečnilo od 2. do 9. října 1971. Ve své době bylo největší v historii. Uskutečnilo se na území tří svazových republik; probíhalo najednou v Cazinské krajině, Baniji, Žumberku, Kordunu a na severu Liky.
Kromě toho, že se do něj zapojila armáda a nejvyšší vedení komunistické strany (včetně Tita) bylo také ukázkou reformovaného systému obrany. Kromě lidové všesvazové armády se jej účastnily také nově zřízené jednotky teritoriální obrany. Celkem bylo do cvičení, které mělo být odpovědí na hypotetický sovětský útok zapojeno na 40 tisíc lidí.
V rámci zlepšení vztahů s veřejností bylo o cvičení rozsáhle informováno prostřednictvím tehdejšího tisku a dalších médií. Vojenského cvičení se účastnila řada zahraničních pozorovatelů.